# Corcyrogobius
Corcyrogobius és un gènere de peixos de la família dels gòbids i de l'ordre dels perciformes.

## Taxonomia
- Corcyrogobius liechtensteini (Kolombatovic, 1891)[3][4][5]
- Corcyrogobius lubbocki (Miller, 1988)[6][7][8][9][10][11]